# Torre del Castellano
La Torre del Castellano ou  Castello di Viesca, est un ancien château médiéval situé dans de hameau de Leccio de la commune de Reggello (ville métropolitaine de Florence) en Toscane,.

## Historique

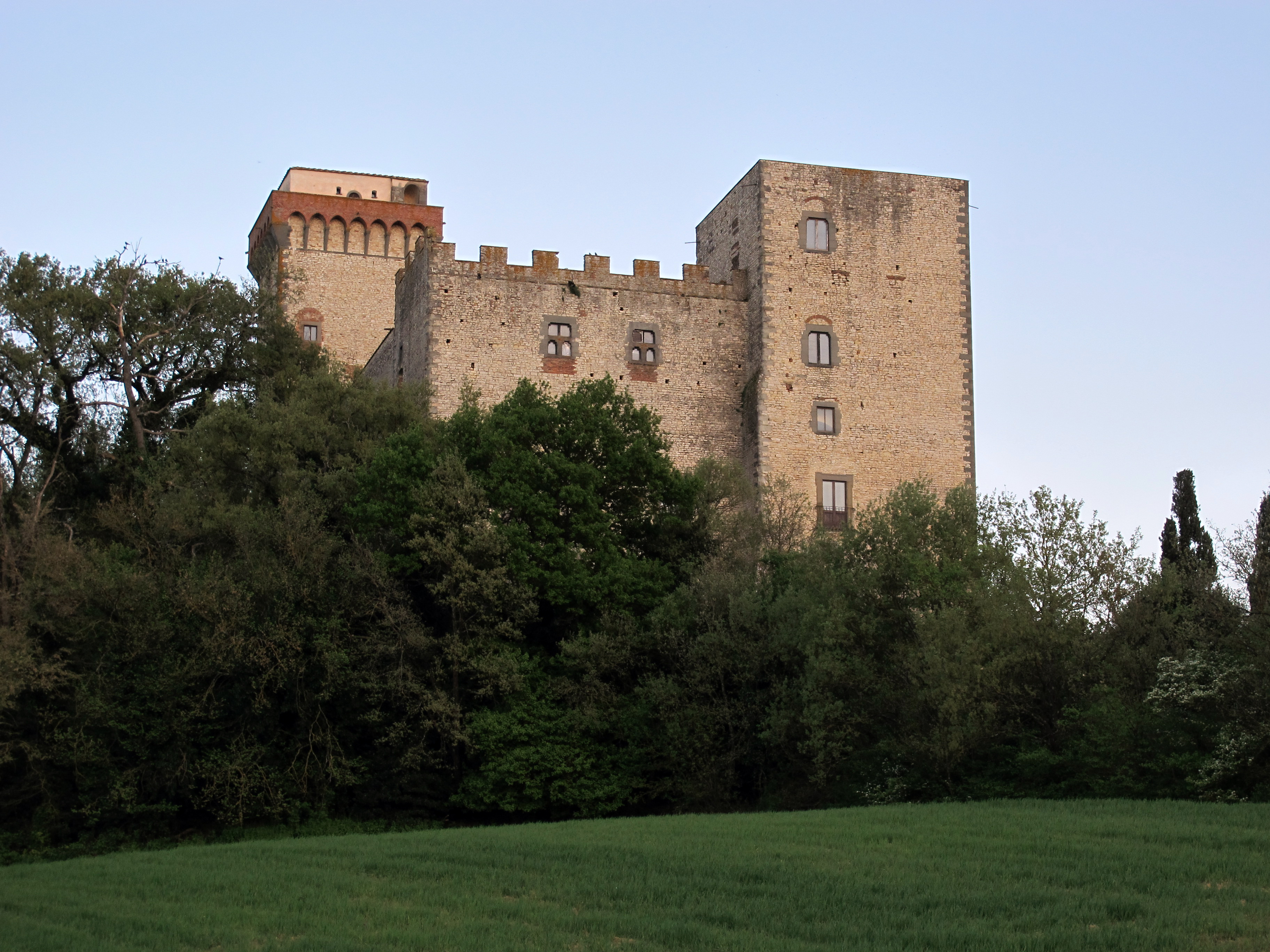

D'origine très ancienne, le château domine la vallée de l'Arno dans un carrefour particulièrement important, à environ 20 km de Florence le long de la Via Cassia. Son origine remonte à la comtesse Willa di Tuscia (it), de qui elle passa à son fils le marquis Hugues de Toscane et de lui à Guido Guerra, membre de l'importante famille féodale des comtes Guidi. Des diplômes impériaux de 967, de 1191 (d'Henri IV) et 1220 (de Frédéric II) confirmèrent cette possession.
Il passa ensuite à la famille Castellani, qui donna leur nom à la structure militaire. Au XIVe siècle, la famille connut une période de plus grande splendeur, s'urbanisant à Florence, avec des représentants éminents tels que Michele di Vanni di Lotto Castellani. Au XVe siècle, Ange Politien fut l'hôte du château.
À partir de 1751, la famille entre dans le patriciat florentin : la transformation progressive du complexe militaire en villa remonte plus ou moins à cette époque, avec l'ouverture, entre autres, de fenêtres vers l'extérieur dans les épaisses murailles de la cour.
Une importante restauration eut lieu en 1938, dirigée par l'architecte Guido Morozzi. Pendant la Seconde Guerre mondiale, le château fut choisi comme dépôt secret de nombreuses statues de la Galerie des Offices.

## Description

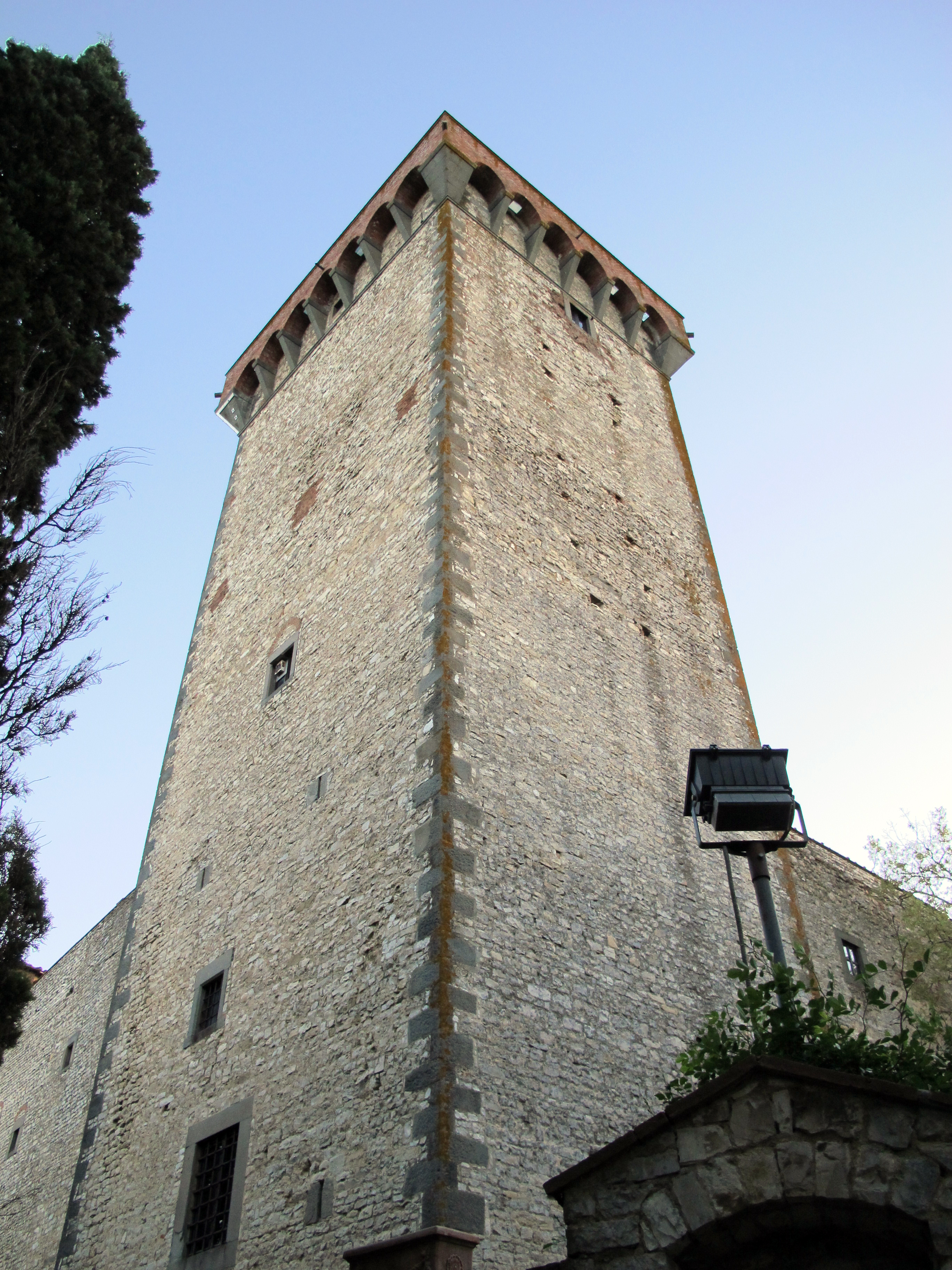
La tour.

La position dominante de la structure militaire est encore visible aujourd'hui depuis l'autoroute du Soleil et depuis toute la zone environnante. La forme quadrangulaire sévère rappelle son ancienne origine fortifiée, organisée autour d'une cour rectangulaire, avec, aux deux angles opposés, le donjon (autrefois aussi tour, abaissée au XIXe siècle) et la haute tour, exceptionnellement bien conservée, dotée d'un chemin de ronde en saillie et un mâchicoulis. Le périmètre est doté d'une pente et certaines sections des murs d'enceinte conservent encore le crénelage d'origine.
Dans la cour, on peut remarquer le chevauchement de différentes époques, à commencer par les différents styles des chapiteaux des piliers octogonaux qui soutiennent les arcs.
Près de l'entrée se trouve la chapelle familiale, indépendante, avec une petite crypte où sont enterrés les membres de la famille des propriétaires actuels, la famille Pegna.

## Galerie

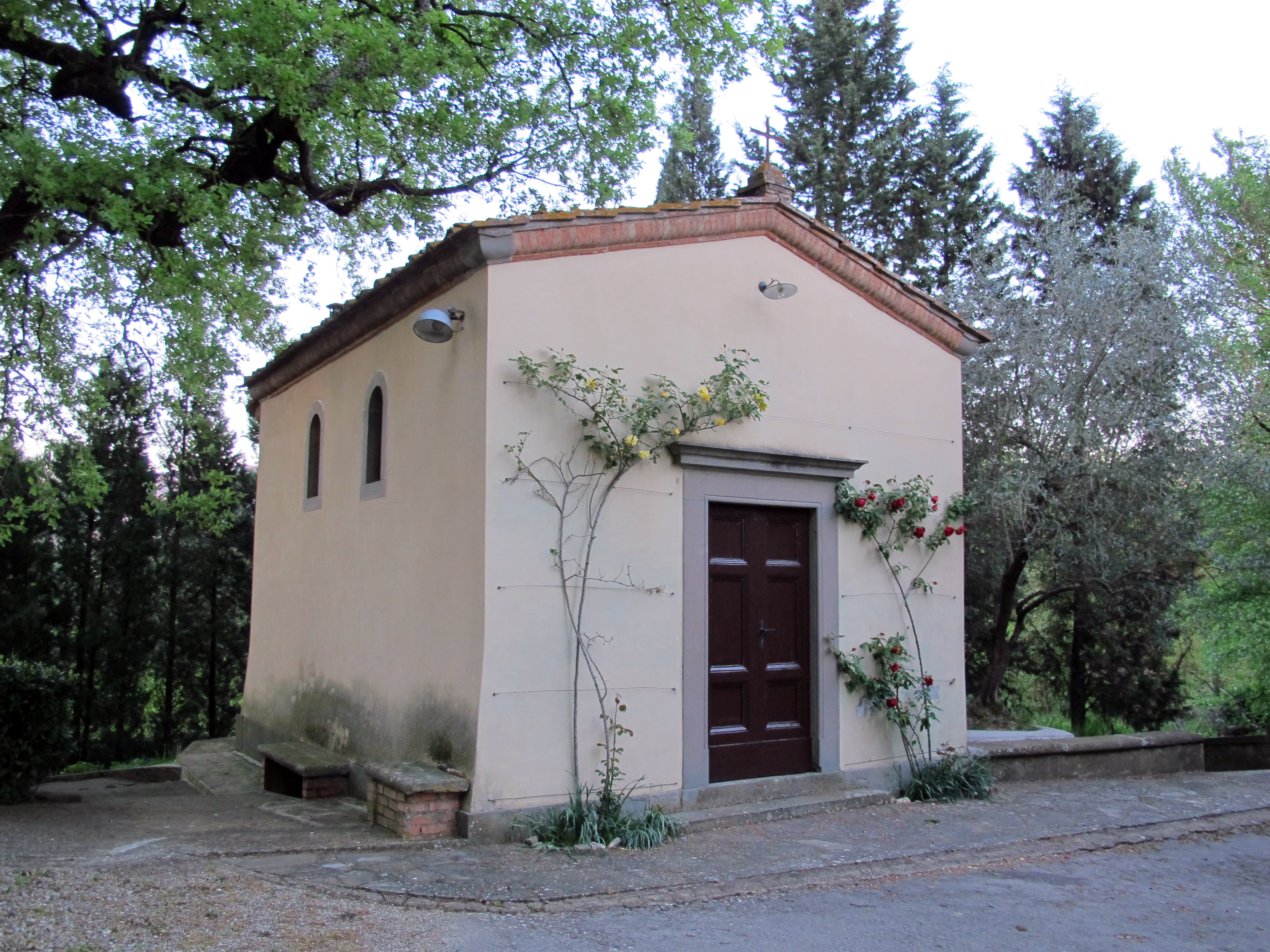
La chapelle.
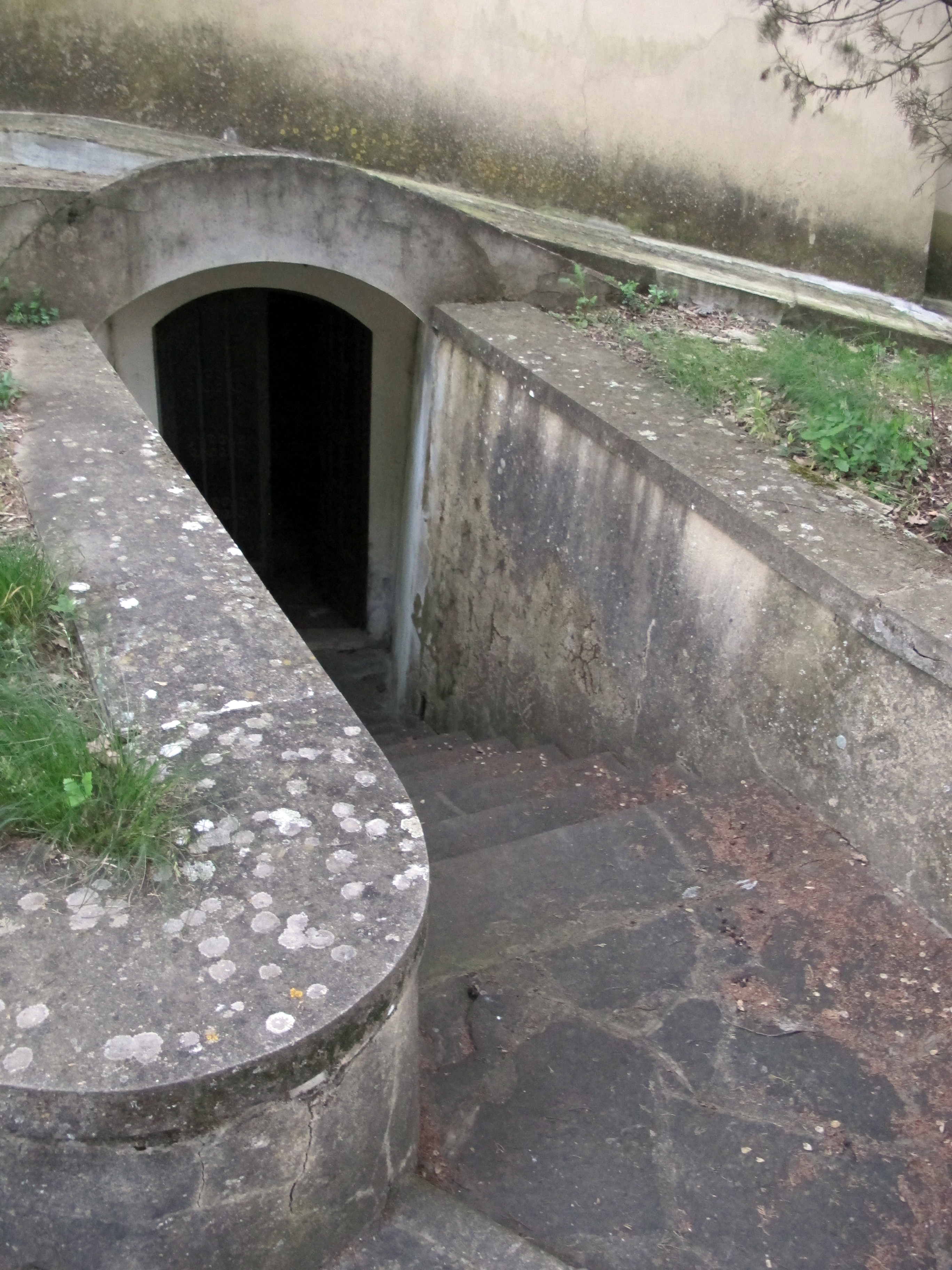
L'entrée de la crypte.